# Eressa africana
Eressa africana är en fjärilsart som beskrevs av George Francis Hampson 1914. Eressa africana ingår i släktet Eressa och familjen björnspinnare. Inga underarter finns listade i Catalogue of Life.